# Coalizione Europea (Polonia)
La Coalizione Europea (in polacco: Koalicja Europejska - KE) è stata un'alleanza elettorale europeista costituitasi in Polonia in vista delle elezioni europee del 2019. Ad essa hanno preso parte:
- Piattaforma Civica (PO)[1];
- Alleanza della Sinistra Democratica (SLD)[2];
- Partito Popolare Polacco (PSL)[3];
- Nowoczesna[4];
- Partito Verde (Zieloni)[5].

Nelle liste della coalizione figuravano inoltre esponenti dei seguenti partiti: 
- Socialdemocrazia di Polonia (SDPL)[6], con Jolanta Kalinowska;
- Unione dei Democratici Europei (UED), con Elżbieta Bińczycka;
- Iniziativa Femminista (IF)[7], con Elżbieta Jachlewska.

L'alleanza era altresì sostenuta da ulteriori formazioni: Libertà e Uguaglianza (WiR), senza candidati nelle liste; Iniziativa Polacca (iPL), non ancora registrato come partito politico; il Comitato per la Difesa della Democrazia.
Inoltre, all'alleanza avevano inizialmente aderito anche la Lega delle Famiglie Polacche (LPR), Alleanza dei Democratici e Teraz!, ma nessun esponente di tali partiti è stato poi ricompreso nella coalizione.
L'alleanza è stata promossa da un gruppo di ex primi ministri ed ex ministri degli esteri – tra cui Jerzy Buzek, Ewa Kopacz, Grzegorz Schetyna e Radosław Sikorski, con l'obiettivo di rafforzare la posizione della Polonia nell'Unione europea».
La coalizione ha ottenuto il 38,5% dei voti, con 22 deputati, dietro Diritto e Giustizia.